# 亞歷山大二世 (塞琉古帝國)
亞歷山大二世·西比拿斯（约前150年 – 前123年），王室正式名稱是亞歷山大·顯赫神·勝利擁有者（Áléxandros Theós Épiphanḗs Nikēphóros），「西比拿斯」（Zabinas）是他的綽號。他是希臘化時代塞琉古帝國內戰中的統治者巴西琉斯，統治時間為前128年到前123年。他真正的父母記載模糊不清楚，根據古代文獻他自己宣稱是亞歷山大一世的兒子，不然就是安條克七世養子，但大多數的古代歷史學家和現代的歷史學者們多同意他其實不是塞琉古王室，他的自稱是假的。他的綽號「西比拿斯」來自閃語，經常被解讀為「買來者」之意。如果亞歷山大二世是真的是亞歷山大一世之子的話，他的綽號可能有著「跟神購買者」之意。從亞歷山大二世的錢幣圖像顯示他宣稱是安條克四世的後裔，安條克四世為亞歷山大一世的父親。
亞歷山大二世是趁著塞琉古王室分支的內鬥而崛起，這紛爭是塞琉古四世和其弟安條克四世的各自後裔為了王位繼承權，雙方爭鬥數十年，造成國家一次次的內戰。托勒密埃及與塞琉古帝國兩個繼業者王室會進行聯姻，塞琉古王室內部的鬥爭又會使托勒密埃及從外部進行干涉，而使情形更加複雜化，使衝突更為加速。如在前128年，作為塞琉古四世後裔代表的德米特里二世，為了幫助他的岳母克麗奧佩脫拉二世對付其夫托勒密八世，率軍入侵埃及介入托勒密王室內戰。托勒密八世對於德米特里二世的干涉相當憤怒，他反手策動敘利亞城市暴動，並選擇亞歷山大二世來代表安條克四世支脈後裔，舉他為對立國王。同年，在埃及托勒密八世的軍隊和資金幫助下，亞歷山大二世奪下塞琉古帝國首都安條克城登基，繼續擴大與德米特里二世的內戰，並在前125年決定性會戰擊敗他。德米特里二世被迫逃亡至王后克麗奧佩脫拉·特婭所控制的腓尼基的托勒邁斯處求助，但被她驅逐，他在逃往另一座城市泰爾尋求庇護中被殺。
在德米特里二世死後，除了克麗奧佩脫拉·特婭和其諸子保有小塊領土還在繼續反抗外，國內大多數領地都認可亞歷山大二世為統治者。亞歷山大他治國頗受愛戴，他天性仁慈寬厚，與猶地亞大祭司約翰·海卡努斯保持友好關係，繼續維持宗主國的地位。然而亞歷山大二世的統治成功不受埃及國王托勒密八世待見，他不願意見到塞琉古帝國的統治者是一個有能之君，在前124年埃及改與克麗奧佩脫拉·特婭和德米特里二世之子安條克八世和解並結盟。安條克八世是克麗奧佩脫拉的共治者，托勒密八世提供軍援和金源幫助安條克八世，讓這位年輕國王在戰場上擊敗亞歷山大。亞歷山大自從埃及金源斷絕後，被迫洗劫宙斯神廟來充實軍資，這引起國內百姓的不滿，群起反對他。最終可能在前123年亞歷山大二世被安條克八世擒獲，隨後被處決，終結了安條克四世的王室支脈。

## 背景

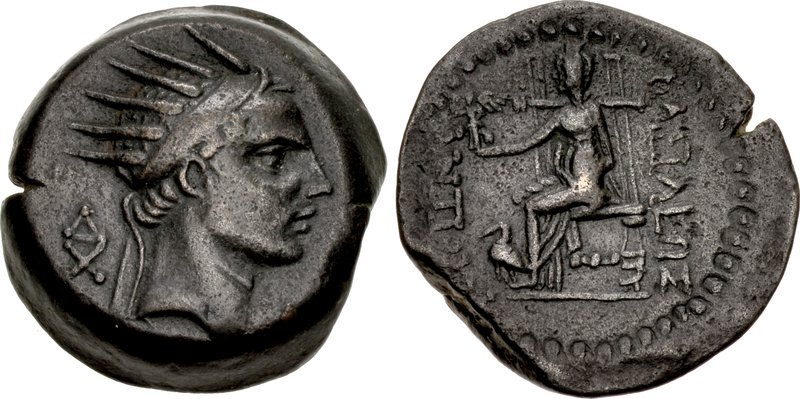
安條克四世的四德拉克馬銀幣，可能是亞歷山大二世的祖父

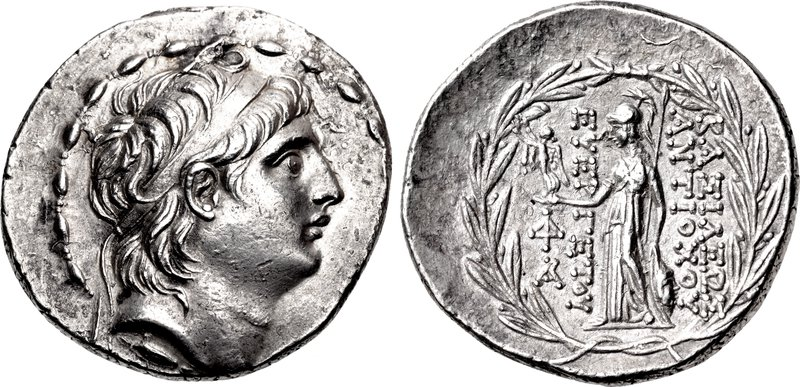
安條克七世的四德拉克馬銀幣，亞歷山大二世宣稱的繼父

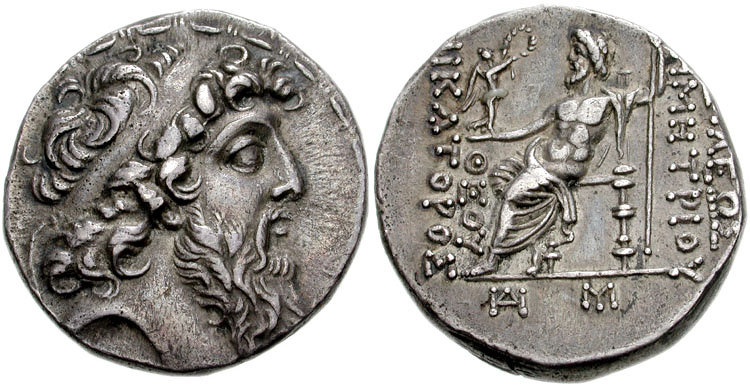
德米特里二世的四德拉克馬銀幣，亞歷山大二世的敵手

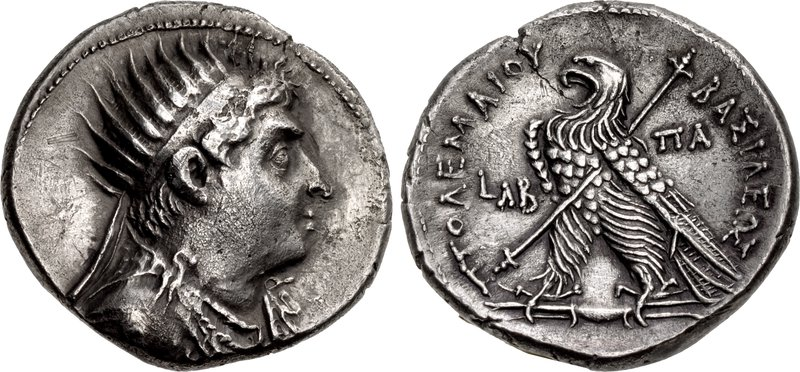
埃及托勒密八世的四德拉克馬銀幣，曾是亞歷山大二世的資助者

前175年塞琉古帝國國王塞琉古四世意外去世，他年幼的兒子安條克繼位，因兒子的王位被他的弟弟安條克四世篡奪後，引發後續王位繼承上一連串繼承危機。塞琉古四世的合法繼承人德米特里一世當時正在羅馬共和國充做人質，大臣赫利奧多羅斯擁立另一個年幼兒子安條克為王。不久安條克四世回國除掉赫利奧多羅斯，也被國人擁立為王，並收塞琉古四世之子安條克為養子。然而，安條克四世可能在塞琉古紀年第145年，即公元前170/169年間時，殺了他的共治王侄子。當安條克四世於前164年去世，他的兒子安條克五世儘管還很年幼但繼承了王位，三年後德米特里一世設法從羅馬脫逃，回到國內後就於前161年殺了安條克五世自己登上王位。如此塞琉古王室就在塞琉古四世和安條克四世的後裔支脈間開啟數十年的繼承權紛爭和內戰。
在前150年一位宣稱是安條克四世之私生子的亞歷山大一世在托勒密埃及和帕加馬王國扶持下發動叛亂，擊殺德米特里一世篡奪了王位。亞歷山大一世迎娶埃及托勒密六世的女兒克麗奧佩脫拉·特婭為王后，並與埃及建立盟友關係。然而德米特里一世之子德米特里二世從克利特島雇傭兵回國爭奪王位，發動了新一輪內戰，此時埃及國王改變戰略，改支持德米特里二世為王並讓女兒與亞歷山大斷絕婚姻，把克麗奧佩脫拉·特婭改嫁與德米特里二世。亞歷山大一世於前145年的奧諾帕魯斯河戰役中被德米特里二世和埃及托勒密六世兩人所率的聯軍擊敗，於逃亡中被殺。托勒密六世也在此戰中傷重身亡，他的王后兼妹妹克麗奧佩脫拉二世改嫁給弟弟托勒密八世，並讓他一同為共治王一同治理埃及。
亞歷山大一世的舊將狄奧多特·特里豐找到亞歷山大年僅5歲的兒子安條克六世，並於前144年擁立為王發動新一輪內戰。然而狄奧多特·特里豐可能在前142年殺了小國王並自己登上王位。儘管自立為王的狄奧多特·特里豐控制帝國首都安條克城和敘利亞許多城市，但帝國大部分還是掌握在德米特里二世手上，其中包括帝國東部的巴比倫尼亞。安息帝國趁著塞琉古帝國陷入無窮內戰之刻，不僅攻陷米底亞行省，還在前141年攻陷巴比倫尼亞和大城市塞琉西亞，導致德米特里二世不得不放棄處理狄奧多特·特里豐問題，召集大軍前往東方去迎擊入侵的安息軍隊，前138年德米特里二世大敗，兵敗被俘。他的弟弟安條克七世登基為王，並迎娶德米特里的王后克麗奧佩脫拉·特婭為妻，穩定了局勢。隨後安條克七世擊敗狄奧多特·特里豐和安息軍隊，收復了一些塞琉古帝國在兩河流域的失土。
在埃及，托勒密八世在沒有與克麗奧佩脫拉二世離異下就與侄女克麗奧佩脫拉三世結婚，並立她為共治王。克麗奧佩脫拉二世之後發動了托勒密王室內戰，並控制了埃及鄉村。到了前131年9月，托勒密八世失去了王國首都亞歷山卓的控制，流亡賽普勒斯島。此時安條克七世仍在東征安息，並攻入米底亞地區，連吃敗戰的安息國王弗拉特斯二世承受不了壓力，釋放囚禁多年的德米特里二世讓他回國，意圖讓塞琉古帝國陷入兩王競爭的局面。然而在前129年大意的安條克七世於米底亞地區遭到突擊，戰死。剛剛回國的德米特里二世立即重新登上王位，克麗奧佩脫拉·特婭也於同年再度成為他的王后。此時，托勒密八世被驅離兩年後再度率軍反攻回埃及本土，包圍了首都亞歷山卓和她的姊姊克麗奧佩脫拉二世，克麗奧佩脫拉二世向她的女婿德米特里二世求援，並願意把埃及國王的位子交與他.。德米特里二世同意這個請求，於前128年不顧國人反對，親自率領大軍入侵埃及，進軍至埃及門戶重鎮貝魯西亞。
對於德米特里二世的干涉和入侵，托勒密八世以在敘利亞策動暴動作為回擊。塞琉古帝國國人本來就厭惡德米特里二世，首都安條克城公民不僅發動叛變，還在前128年擁立一位年輕的安條克·埃庇法涅斯為王，他可能是安條克七世的兒子。然而在動盪的政治環境下安條克城的公民可能又改變主意，他們請求托勒密八世幫他們安排一位合適的塞琉古國王，故托勒密安排亞歷山大二世為塞琉古王朝的對立國王開啟新的內戰，促使德米特里二世回軍平亂。三世紀古羅馬作家波菲利在他的歷史著作中引用同時期的歷史學家凱撒利亞的優西比烏的作品，以及同時期的古羅馬歷史學家查士丁對特洛古斯的《腓利史》濃縮的概要，依據上述古代文獻，亞歷山大二世是托勒密八世的被保護人（protégé）。一世紀的猶太歷史學家弗拉維奧·約瑟夫斯提到敘利亞人請求托勒密八世安排一位塞琉古王子作為他們的國王，而托勒密八世就選擇了亞歷山大二世。根據《〈腓利史〉序言》中，埃及國王賄賂亞歷山大二世，利用他反對德米特里。

## 身世和名字

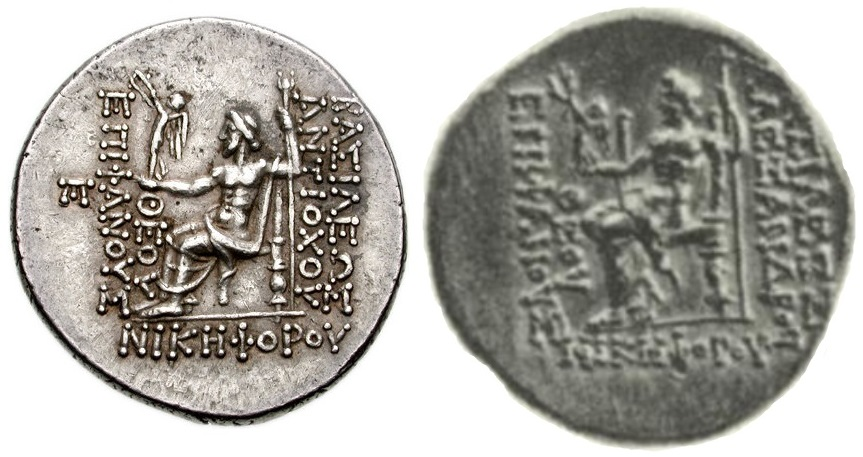
比較安條克四世的錢幣背面（左）和亞歷山大二世的錢幣背面（右），兩者都是相同姿態的坐姿宙斯神像

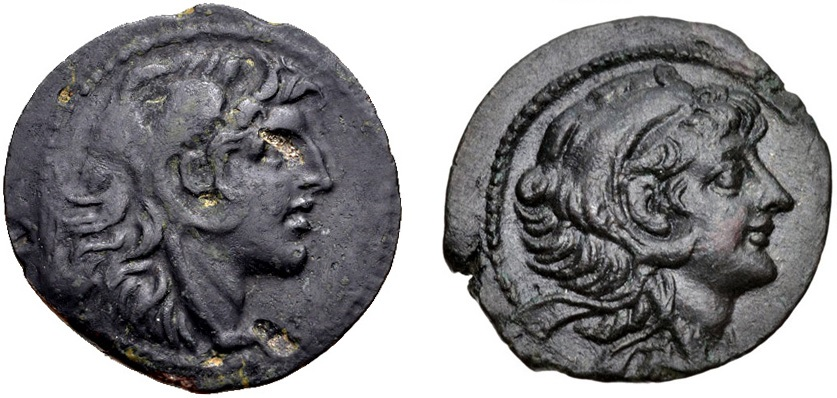
比較亞歷山大一世的錢幣正面（左）和亞歷山大二世的錢幣正面（右），兩者都是相同頭戴獅子皮

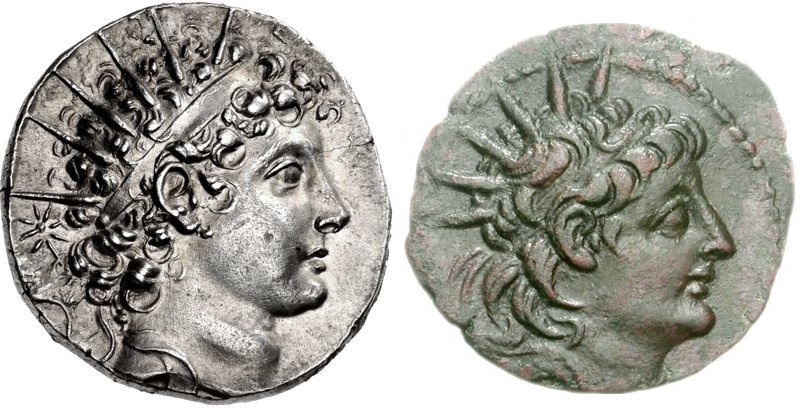
安條克六世的錢幣正面（左）和亞歷山大二世的錢幣正面（右），兩者頭戴相同風格的耀芒冠

亞歷山大二世大約出生在前150年。他的名字「亞歷山大」在希臘文中有「人類守護者」之涵義。然而根據查士丁記載，亞歷山大二世是埃及商人普羅塔克斯（Protarchus）的兒子，並說「亞歷山大」是王室名，是登基時塞琉古帝國公民授予的，查士丁進一步說明亞歷山大二世偽造了一個故事，宣稱是安條克七世的義子。而波菲利則記載另一個故事版本，說亞歷山大二世宣稱是亞歷山大一世之子。
關於亞歷山大二世的身世，相對較詳細的查士丁記載，多被現代歷史研究採用，即他與安條克七世宣稱的養子關聯。然而，一枚發行於前125年由亞歷山大二世時打造的斯塔特金幣，其背面刻著他的王室崇拜稱號（epithets），該幣與亞歷山大一世父親安條克四世的錢幣在樣式上有著相同的編排和順序，都在錢幣背面刻繪宙斯手持勝利女神尼刻，勝利女神尼刻還手持月桂花環，背面刻著王室崇拜稱號「神顯者」，這些都是安條克四世錢幣的顯明特徵。此外，亞歷山大二世的錢幣上還出現不少安條克四世後裔支脈的錢幣象徵，如戴歐尼修斯神像曾經在前150年時被亞歷山大一世使用過，還有正面肖像頭戴「獅子皮」頭飾也是亞歷山大一世的錢幣特點，甚至亞歷山大二世還有頭戴耀芒冠的錢幣肖像，耀芒冠上有六條光芒從王權頭帶上方隔空射出，亞歷山大一世之子安條克六世的錢幣就有頭戴耀芒冠的樣式，這也是他一個典型特徵。基於如此論證，波菲利認為亞歷山大二世宣稱是亞歷山大一世的可信度，應該高於查士丁的記載。

### 綽號和合法性
大眾賦予塞琉古帝國君主的綽號從未在官方的錢幣上發現，但它們卻透過古代文獻上傳承下來。關於亞歷山大二世的綽號「西比拿斯」有許多拼法，如在《〈腓利史〉序言》39卷中用拉丁文拼成「Zabinaeus」，在弗拉維奧·約瑟夫斯則是用「Zebinas」，希臘文轉拼的「Zabinas」則被許多歷史學家如西西里的狄奧多羅斯和波菲利等所用。「西比拿斯」來自於閃語名字，名源來自亞蘭語的動詞「זבן」，為「買」或「得到」的意思。因此根據近代學者皮埃爾·茹蓋（Pierre Jouguet）推論，亞歷山大二世的綽號意義為「市場買來的奴隸」，這個推論是基於波菲利的記載，說敘利亞人稱他為「西比拿斯」是因「買來的奴隸」。另一位近代考古學者让-安托万·勒特罗纳也同意亞歷山大是冒名者，並說面向大眾的官方錢幣上自然不會把貶低人的綽號刻上去，不然就可笑了。另一方面，現代歷史學者菲利浦·希提注意到聖經中《以斯拉記》（10:43）出現的名字「西比拿」（Zebina）是「西比拿斯」的另一種轉寫，這樣的話這個名字含意為「從神那買到」。錢幣學者尼古拉斯·L·萊特（Nicholas L. Wright）也同意「西比拿斯」的涵義為「跟神購買者」。
雖然學術界都一致同意認為亞歷山大二世是塞琉古王室的冒充者，但古代弗拉維奧·約瑟夫斯卻相信這位國王屬於塞琉古王朝，只是他沒有特別說明與前幾任國王的身世關係。歷史學者凱·埃林（Kay Ehling）把約瑟夫斯的認知歸功於亞歷山大的宣傳成功，然而另一位學者萊特卻認為亞歷山大應屬於合法的塞琉古王室成員，並以下面論點認為他是安條克四世的後裔：
- 查士丁有關他是安條克七世養子的記載可能是基於事實[49]。查士丁曾稱安條克六世是德米特里二世的養子[52]，在學者萊特的觀點中安條克六世和父親敵人的特殊關係，很可能顯示德米特里二世企圖透過收安條克六世為義子來撫平兩個王室支脈之間的裂痕，很有可能亞歷山大一世之子亞歷山大二世也成為安條克七世的義子。二世紀歷史學家阿里安稱亞歷山大一世之子亞歷山大曾在前145年被狄奧多特·特里豐立為國王，這段矛盾的敘述已經被錢幣學證明狄奧多特·特里豐立為國王的是安條克六世。根據學者萊特的觀點，阿里安的描述說明他很可能接觸過記載亞歷山大二世是亞歷山大一世之子的文獻[49]。
- 查士丁在記載中斷定埃及人普羅塔克斯是亞歷山大二世的父親，這點沒有邏輯性[33]。學者萊特認為如果亞歷山大二世是一個出身卑微的埃及人，且眾所周知他對王位的要求是偽造的，但他卻可被敘利亞人接受還成為他們的國王，這令人感到懷疑[51]。因此亞歷山大二世是亞歷山大一世的私生子[53]，他很可能亞歷山大二世是小兒子且注定安排要成為一位祭司，因此才命名為西比拿斯，名字含意為「從神那買到」[33]。關於亞歷山大二世是埃及人的故事很可能是德米特里二世宮廷創作流傳出來的，此流言持續在其子安條克八世的宮廷內流傳，持續到被古代歷史學家記載了這個醜聞[33]。

## 塞琉古國王

### 登基
年輕的安條克·埃庇法涅斯被首都安條克城公民擁立為王，他可能很快就因疾病去世。根據查士丁的記載，敘利亞人表示除了德米特里二世以外，他們願意接受任何一位塞琉古王室王子為王，因此亞歷山大二世他可能在托勒密八世的支持下，在北敘利亞登陸並宣告登基為王，隨後獲得首都安條克城認可，他的錢幣最早在前129/128年（塞琉古紀年第184年）於首都發行，因此奪取安條克城的時間可能在前128年春季左右。可能在亞歷山大獲得安條克城不久，大城市拉塔基亞和奇里乞亞的塔爾蘇斯也紛紛併入他的統治，其他城市如阿帕米亞等已經在德米特里二世南征埃及時宣布獨立，且它們並沒有立即接受亞歷山大二世的統治。

### 王室稱號和王家形象
希臘化時代時國王並不會使用君主序數來區別同名的統治者，這套系統是中世紀以後才被使用，當時是以綽號或者王室稱號來區別。亞歷山大二世的錢幣多數署名上不帶有王室稱號，但前125年發行的斯塔特金幣系列卻刻著亞歷山大的王室稱號「顯赫神」（Theos Epiphanies）和「勝利擁有者」（Nikephoros）。三款銅幣中的其中之一款銅幣是由塞琉西亞·佩里亞（Seleucia Pieria）所發行，上頭的王室稱號少了「神」（Theos）的頭銜，僅保留「顯赫者」（Epiphanies）和「勝利擁有者」。「神」這個頭銜令人想起安條克四世也用過這個稱號，可能是強調亞歷山大二世與塞琉古王室的連結與合法性。
建立馬其頓帝國的亞歷山大大帝他是希臘化世界的重要指標人物，他的繼業者們運用他的遺產來建立自己的政權合法性。亞歷山大大帝從未在錢幣上刻上自己的容貌，但他的繼業者如利西馬科斯在自己錢幣上用亞歷山大的容貌，或如托勒密王室建設以他命名的城市亞歷山卓，如此設法讓自己與亞歷山大建立連結。相反地，對亞歷山大大帝的回憶在塞琉古王朝王家意識形態中就沒有那麼重要。然而到了亞歷山大一世和亞歷山大二世時，他們都是受到托勒密埃及的支持而成為國王，兩者都在格外強調與亞歷山大大帝的連結，如他們都在錢幣上穿戴獅子皮頭飾，這是這位馬其頓國王的典型形象配件。透過自己與亞歷山大大帝的聯繫，亞歷山大二世繼續延續亞歷山大一世的方法，即運用亞歷山大大帝關連物來強化自己的統治合法性。

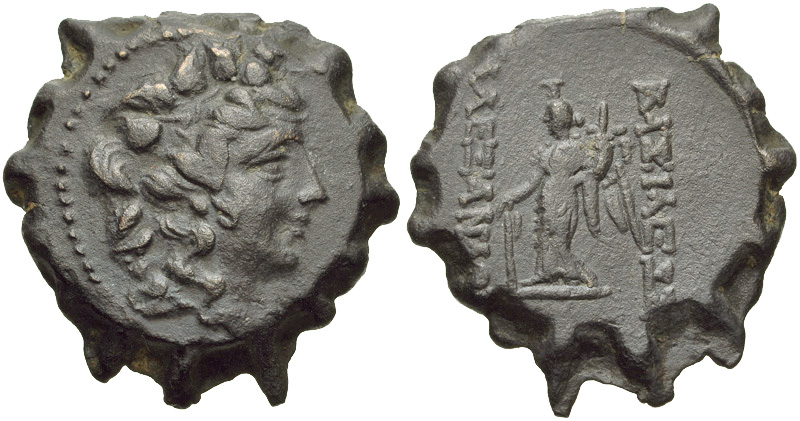
亞歷山大二世所發行的錢幣，正面是戴歐尼修斯，背面是有翼堤喀女神

本土敘利亞－腓尼基宗教綜合結構是由一位「至高神」、一位「至高女神」和祂們的「神子」所組成的三元結構，而三元神祇有許多不同的組合，如大約在前145年左右戴歐尼修斯占據「神子」的位置。黎凡特為多民族、多文化地區，但宗教上可以形成統一的力量。塞琉古君主們認知到利用宗教力量的可能性，藉由神化統治者把自身合併入三元神祇系統內，來擴展本土民眾對於王室的支持。因此當塞琉古君主們頭戴象徵光芒的耀芒冠時，可能就是透過這種神靈化象徵來傳達一個訊息：「國王是敘利亞的至高女神阿塔伽提斯的伴侶」。在王家形象上，安條克四世在某個時刻開始首度使用耀芒冠，他曾經在希拉波利斯－班比昔（Hierapolis-Bambyce）城中，選擇這座阿塔伽提斯女神信仰最重要的神殿中，從儀式上迎娶阿耳忒彌斯－阿塔伽提斯，希臘化時代的希臘人把敘利亞女神阿塔伽提斯等同阿耳忒彌斯。而亞歷山大一世的綽號「巴拉斯」也可能是他自己的稱號，該詞可能是希臘語對黎凡特的至高神巴爾的轉寫，亞歷山大一世用這個稱號來宣布他就是巴爾神的現世，而他也曾戴過耀芒冠來象徵自己與至高女神的儀式上婚姻。然而亞歷山大二世大量在錢幣上使用象徵「神子」戴歐尼修斯的主題，很有可能他透過至高神之子戴歐尼修斯與自己的連結，再一度強調自己是宗教上的至高神的繼承者，在政治上則是亞歷山大一世的繼承者。

### 政策
亞歷山大二世即位後首個行動就是舉辦安條克七世的葬禮，安條克七世之前遠征東方時兵敗身亡，安息帝國送還這位國王遺體時是亞歷山大二世去迎接。亞歷山大二世他藉由舉辦葬禮來贏得安條克城公民的民心，很有可能也是認為此舉可以獲得安條克七世追隨者的效忠。七世紀歷史學家安條克的約翰記載當安條克七世逝世後，他的兒子塞琉古登基為王但很快就被德米特里二世篡奪，被迫流亡安息。然而近代歷史學者奥古斯特·布谢-勒克莱尔認為這個記載有誤，認為該論點疑點很多，且似乎是安條克的約翰對於德米特里二世被安息俘虜之事跡版本錯讀。另有一得其他說法，可能確實有一位安條克七世之子塞琉古，他被安息軍隊俘虜，但安息國王讓他護送安條克七世的遺體返回敘利亞並在安息帝國的支持下登基為王，但因為無法對抗亞歷山大二世而被迫返回安息。

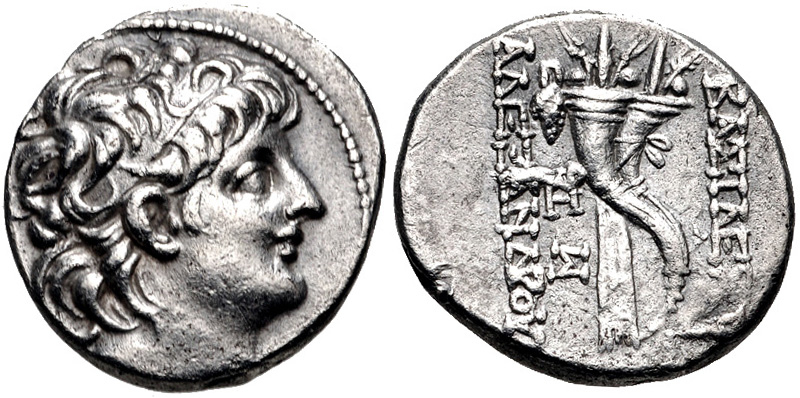
亞歷山大二世的錢幣，刻著繫帶的豐裕之角

亞歷山大二世之所以能登基是靠托勒密埃及的支持，故他的錢幣深受托勒密埃及的影響，如使用繫帶裝飾的一對豐裕之角，這充滿托勒密埃及風格。在埃及，一對豐裕之角可能象徵國王和王后的結合，假如亞歷山大二世的一對豐裕之角也是依照埃及的措施進行，那可能暗示亞歷山大二世可能迎娶一位托勒密公主，儘管這位公主的名字和存在在古代文獻中沒有提起。
根據西西里的狄奧多羅斯記載，亞歷山大二世是位「仁慈且天性寬厚，在演說和行事都和藹可親，因此深受民眾熱愛」。西西里的狄奧多羅斯也提到亞歷山大二世有三位將軍安提帕特、克洛尼俄斯（Klonios）、阿埃洛波司發動叛亂，並占據拉塔基亞。亞歷山大二世擊敗叛軍並重新奪下這座城市，但他饒恕了這些叛亂首領。學者布謝-勒克萊爾認為這場叛亂發生在前128年，這幾位將軍可能是叛變到德米特里二世陣營，或者是叛到安條克七世之子塞琉古帳下，或是受到克麗奧佩脫拉·特婭挑動而叛亂。

### 與德米特里二世內戰

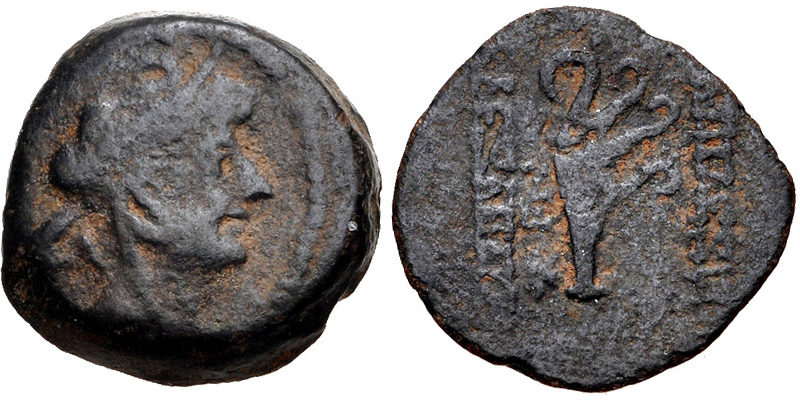
亞歷山大的銅幣，他頭戴大象頭套模仿亞歷山大大帝，背面是船尾舳部，可能是為了慶祝他的海軍擊敗德米特里二世

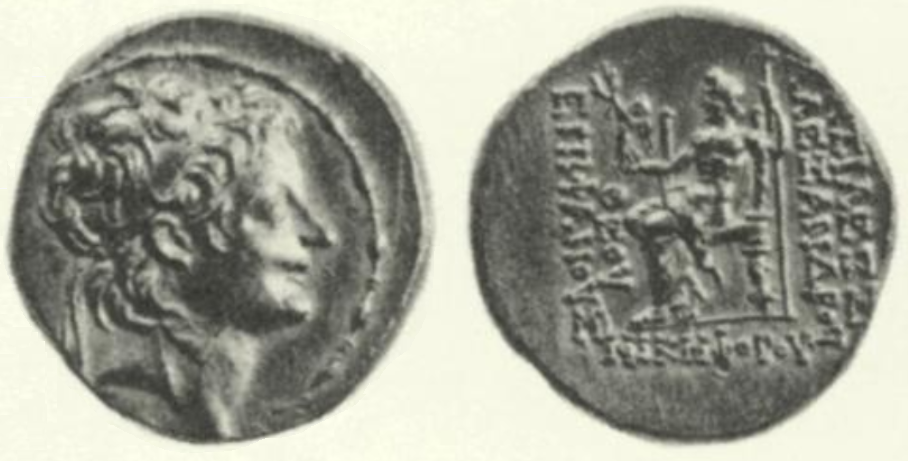
亞歷山大二世在前125年發行的斯塔特金幣，可能是慶祝擊敗德米特里二世，正面是亞歷山大二世頭像，背面是坐姿宙斯

在前127年8月到前126年8月期間某刻，托勒密八世在埃及內戰中重新奪回首都亞歷山卓，克麗奧佩脫拉二世帶著國庫的財寶逃往塞琉古德米特里二世處。儘管亞歷山大二世成功獲取首都安條克城，但德米特里二世仍佔有奇里乞亞和塞琉西亞·佩里亞以及柯里敘利亞許多城市。亞歷山大二世對此發動軍事行動意圖征服該地區，兩位國王的軍隊在猶地亞地區調兵遣將作戰，造成當地居民很大困擾，迫使猶太人派遣使者前往羅馬抱怨，希望羅馬「禁止國王的士兵們通過猶太人和他們屬國的領地」，這次出訪羅馬約在前127年到前125年間。到了前126年10月，亞歷山大二世攻陷亞實基倫，錢幣證據也顯示撒馬利亞也受到亞歷山大控制。在前125年德米特里二世在大馬士革附近遭到擊敗，他逃往腓尼基的托勒邁斯尋求王后克麗奧佩脫拉·特婭庇護。王后拒絕讓德米特里二世進入城內，他只得繼續乘船逃往泰爾城。前125年春、夏季德米特里向泰爾城尋求庇護，但被該城守將所殺。
亞歷山大二世在他的銅幣正面上刻著自己頭戴大象頭皮頭飾，錢幣背面為一船首，這可能暗示亞歷山大在慶祝一場海戰勝利。這場可能涉及德米特里二世和亞歷山大二世的海戰在古代文獻上沒有隻字片語留存，可能發生在德米特里二世走海路從托勒邁斯退往泰爾之時。在亞歷山大大帝去世後繼業者繼續發行以他屬名的錢幣，這些錢幣中亞歷山大大帝戴著大象皮頭套形象樣式相當著名。根據學者Ehling推論，亞歷山大二世使用大象皮頭套是想要與亞歷山大圍攻泰爾城一事連結，這場攻城戰發生前332年，歷時數個月後被攻陷。前125年亞歷山大二世發行的帶著自己王室崇拜稱號的斯塔特金幣，可能就是為了慶祝擊敗德米特里二世而發行。

### 與哈斯蒙尼王朝
在安條克七世時期，統治猶地亞地區的哈斯蒙尼王朝是塞琉古帝國屬國，其統治者兼猶太大祭司約翰·海卡努斯需付給安條克七世貢金並且發行敘利亞國王屬名的錢幣。在安條克七世去世後，約翰·海卡努斯停止交付貢金並改發行自己屬名的錢幣。但他未完全宣布獨立，約翰·海卡努斯仍在自己早期的錢幣花押上刻著代表塞琉古國王的符號，保持某種程度跟塞琉古王朝的屬從關係，推測這發生時間可能在前129年，更有可能發生在前128年。德米特里二世原本有計畫入侵猶地亞地區，但因為入侵埃及失敗以及敘利亞叛亂導致計畫中斷。根據約瑟夫斯，約翰·海卡努斯「在亞歷山大二世治下蓬勃發展」，很明顯哈斯蒙尼王朝當時加入亞歷山大二世陣營來抵禦德米特里二世。

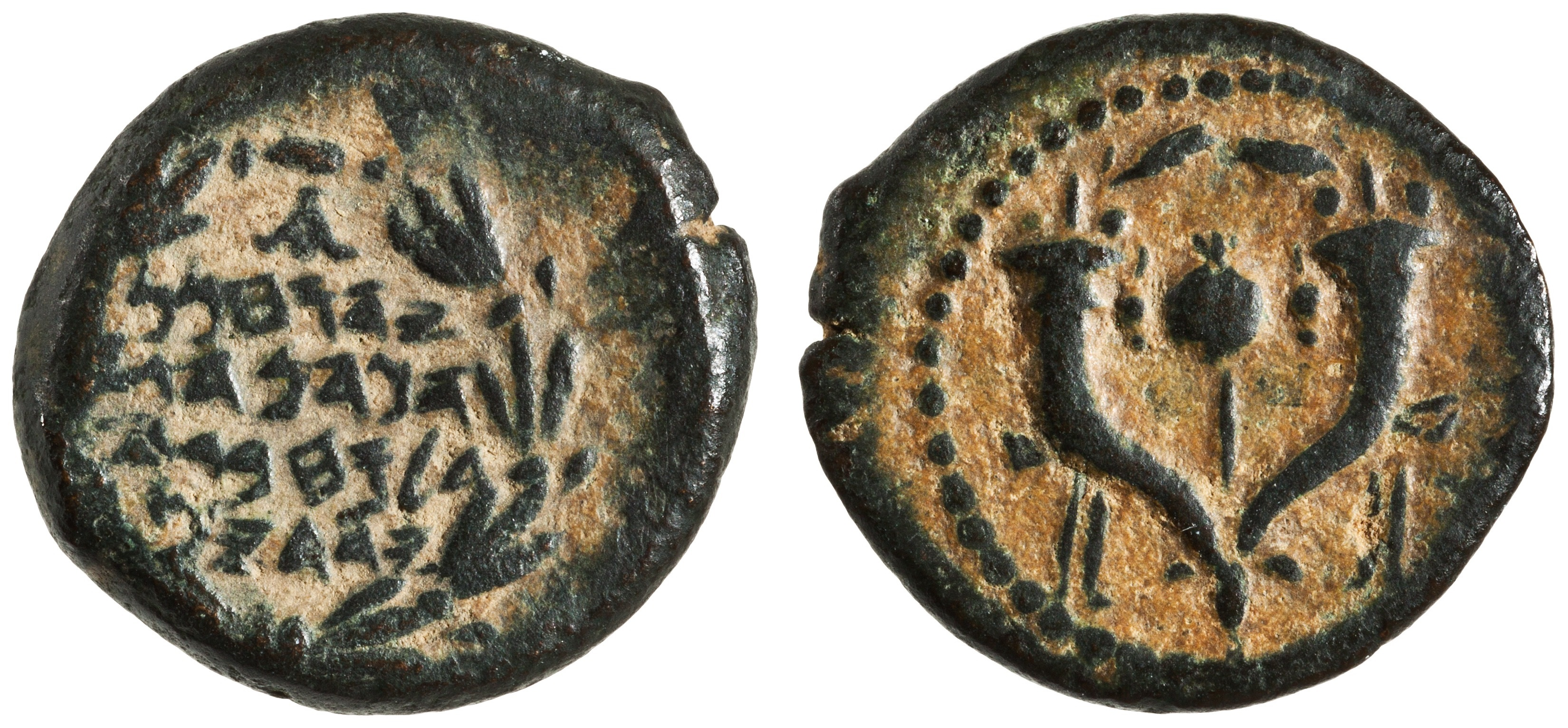
約翰·海卡努斯所發行的普魯塔（prutah）銅幣，正面錢幣上猶太統治者名字上的字母Α可能代表亞歷山大二世，背面是一對豐裕之角

透過與猶太哈斯蒙尼王朝的盟約，亞歷山大二世與約翰·海卡努斯達成領土劃分協議，基色城以及基色以南的地區歸哈斯蒙尼，而以北的地區則仍歸塞琉古王朝，由亞歷山大二世統治。在127年猶太人派遣使團前往羅馬，請求元老院命令塞琉古君主放棄一些地中海沿海城市如雅法、拉馬尼亞（Iamnia）、加薩、基色（Gazara）和培加（Pegae，靠近今日的卡法薩巴）以及其他在安條克七世時奪取的疆域。羅馬公布一份元老院議決（senatus consultum），今被約瑟夫斯的《猶太古史》第16卷250節中引用而保留下來，提到羅馬人把一些城市交予了猶太人，但沒有提到基色。議決中提到當時的敘利亞國王是安條克之子安條克，因此可以判定為塞琉古紀年第199年（公元前114/113年）繼位的安條克九世。這顯示敘利亞統治者可能約在塞琉古紀年第187年（公元前126/125年）就已經放棄基色，這些證據支持亞歷山大二世在統治早期時就與約翰·海卡努斯簽下同盟協議
。
猶太大祭司約翰·海卡努斯承認亞歷山大二世是他的宗主國，在他最早期錢幣上面於自己的名字的上方，會顯著刻有個希臘字母Α的花押，這個字母Α是一位塞琉古君主名字的第一個字母，許多學者如Dan Barag認為這代表的是亞歷山大二世。還有其他證據指示亞歷山大二世和約翰·海卡努斯有著密切關熄，如約翰·海卡努斯在錢幣主題上使用一對豐裕之角，豐裕之角環繞中心是一枚石榴以彰显犹太领袖的权威。很明顯約翰·海卡努斯在錢幣形象的主題上小心翼翼，假如亞歷山大二世在塞琉古內戰被擊敗，那對於另一方的勝利者來說他的錢幣主題也相當中立，也獲假如亞歷山大二世是勝利的一方，那約翰·海卡努斯的豐裕之角錢幣也可證明他已經承認亞歷山大二世的宗主權來讓國王沒有理由干涉猶地亞地區。在亞歷山大二世統治後期，猶太大祭司約翰·海卡努斯終究獲得猶地亞地區的完全獨立，當約翰·海卡努斯與塞琉古君主斷連從屬，錢幣上的希臘字母Α隨即被移除。

### 權勢巔峰和與埃及的交惡

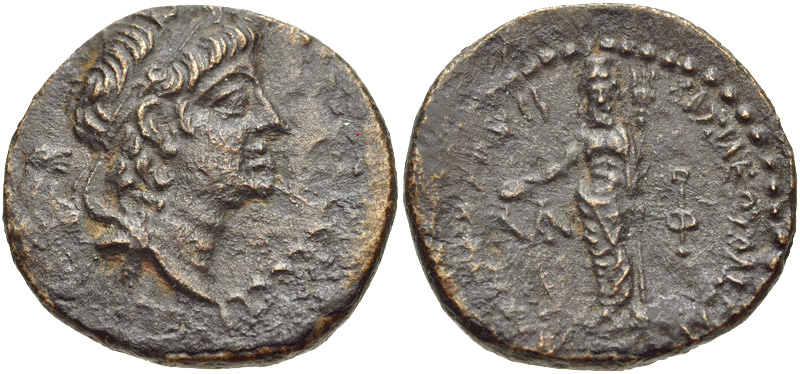
亞歷山大二世的銅幣，造幣於貝魯特，正面是國王肖像，背面是站姿神明像

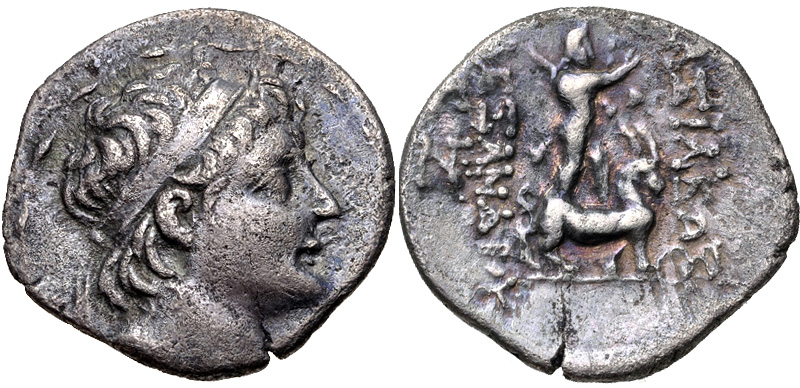
亞歷山大二世的德拉克馬銀幣，造幣於塔爾蘇斯

在內戰的敵手德米特里二世去世後，亞歷山大二世所率的軍隊可達四萬人馬，塞琉西亚·佩里亚也歸入自己的統治，奇里乞亞與其他地區也於前125年被他征服。亞歷山大二世的錢幣在安條克城、塞琉西亚·佩里亚、阿帕米亞、大馬士革、貝魯特、亞實基倫、塔爾蘇斯等地，以及位於北敘利亞和柯里敘利亞和奇里乞亞等其他不知位置的製幣廠（錢幣學編號為111、112、113、114）發行。塞琉古紀年第187年（公元前126/125年）德米特里敗亡後，德米特里二世的王后克麗奧佩脫拉·特婭在托勒邁斯拒絕承認亞歷山大的塞琉古國王的合法性。塞琉古五世是她與德米特里所生之子，他在沒有經母親的同意下自立為王，而被克麗奧佩脫拉·特婭所殺。她克麗奧佩脫拉試圖以女王單獨的身分統治，並以自己的名義發行四德拉克馬，但她治下的民眾並不接收一位女性為單獨的君主。這迫使她選擇她與德米特里另一個小兒子安條克八世，於塞琉古紀年第188年（公元前125/124年）立他為共治王。
根據查士丁的記載，埃及托勒密八世在德米特里二世敗亡後就與克麗奧佩脫拉二世和解，讓她回埃及成為共治王。查士丁提到亞歷山大二世因內戰勝利而逐漸傲慢且自我膨胀，導致他對他的恩人托勒密八世傲慢無禮，托勒密八世因此放棄與他的密切關係。然而托勒密埃及政策的轉變可能與亞歷山大二世傲慢無禮無關，而是與他的勝利有關，對托勒密八世來說，一個敘利亞地區的強大鄰國不符合埃及的利益，其中這也可能與克麗奧佩脫拉·特婭試圖與她的叔叔托勒密八世建立同盟有關。在克麗奧佩脫拉二世回到埃及後不久，托勒密八世與王后克麗奧佩脫拉三世的女兒特里菲娜嫁給了安條克八世，埃及也派了一支軍隊前去支援安條克八世陣營來抵抗亞歷山大二世。克麗奧佩脫拉二世回歸埃及和埃及公主嫁給安條克八世都發生在前124年。

### 與安條克八世的戰爭和最終兵敗末途

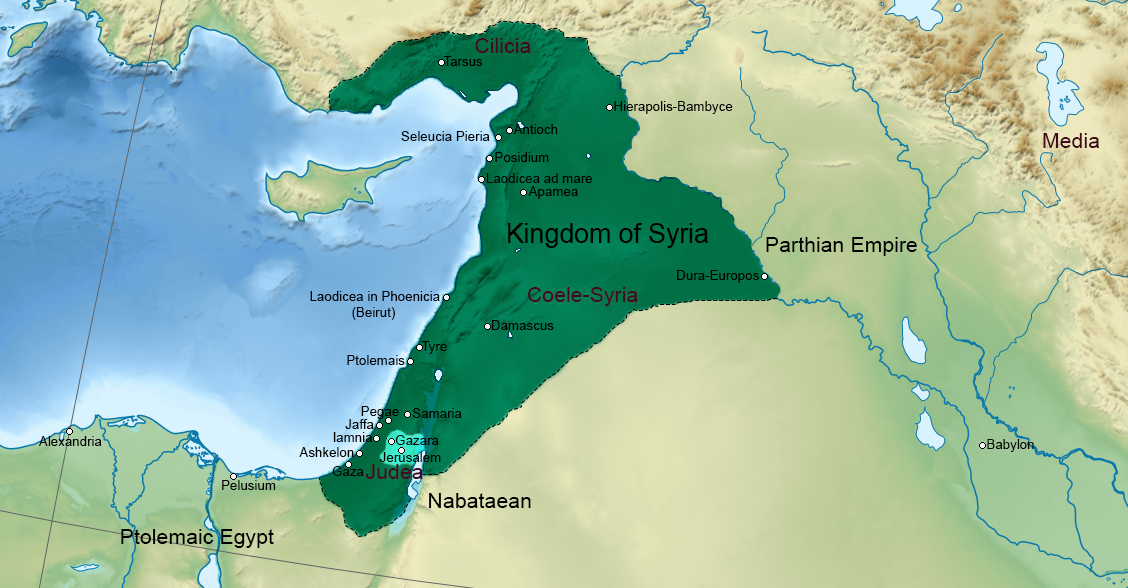
前124年的敘利亞形式圖，當時除了托勒邁斯以外幾乎重新統一塞琉古王國

在托勒密埃及的軍隊參戰並加入敵對陣營下，亞歷山大二世在與安條克八世的內戰中失去許多領土，他在塞琉古紀年第189年（公元前124/123年）失去了亞實基倫，並在前123年不知發生地點的最終戰役中，被安條克八世擊敗，導致亞歷山大二世敗亡。關於亞歷山大二世的敗亡，古代歷史學家有不同的版本，其中約瑟夫斯僅僅提到亞歷山大二世戰敗和被殺，凱撒利亞的優西比烏則提到亞歷山大是因為無法承受在失敗後活著而自殺，而對此較多記載的是西西里的狄奧多羅斯和查士丁：
- 根據西西里的狄奧多羅斯殘篇的記載，亞歷山大認為他的臣民經常在政治效忠上反覆變換且無法忍受戰局惡化的困頓，而對他的臣民沒有信心[129]，他決定盡量避免與安條克八世在戰場上正面對決。到了最後，他決定趁夜走海路逃往希臘本土，寧願盡量收刮國庫和盜竊神廟的財物也不願戰鬥到最後一刻。隨著他的僱用兵掠奪宙斯神面的事蹟被暴露，激起國人的眾怒和反感。遭到報應下他和少數隨從僅能身免，逃往塞琉西亞·佩里亞去，然而這座城市也收到他褻瀆神滅的惡跡，關閉城門不讓他入城，亞歷山大二世只能逃向波賽迪姆（英语：Ras al-Bassit）（Posidium）。在他洗劫神廟僅兩天後，亞歷山大就被抓住並被送往安條克大軍大營關押，他的敵人狠狠公開羞辱並折磨他，人們目睹不久前意氣風發的亞歷山大現在淪為階下囚的悲慘狀況，都對眼前的一幕感到震驚，在接受事實後不得不感慨命運的多變[130]。
- 在查士丁的記載中，亞歷山大二世在戰場上被安條克八世擊敗，退回安條克城。他缺乏軍資來繼續維持他的軍隊，他下令把宙斯神廟中宙斯神像手持之勝利女神尼刻的黃金雕像帶走，並宣稱這是「宙斯給他帶來的勝利」，幾天後亞歷山大命人趁夜把宙斯神廟的黃金宙斯主像給偷偷運出，但此事暴露，全城百姓紛紛憤起暴動對付國王，迫使亞歷山大逃亡。他最後被士兵們拋棄並被盜匪抓住，被送往安條克八世面前，他便被安條克八世處死[119]。

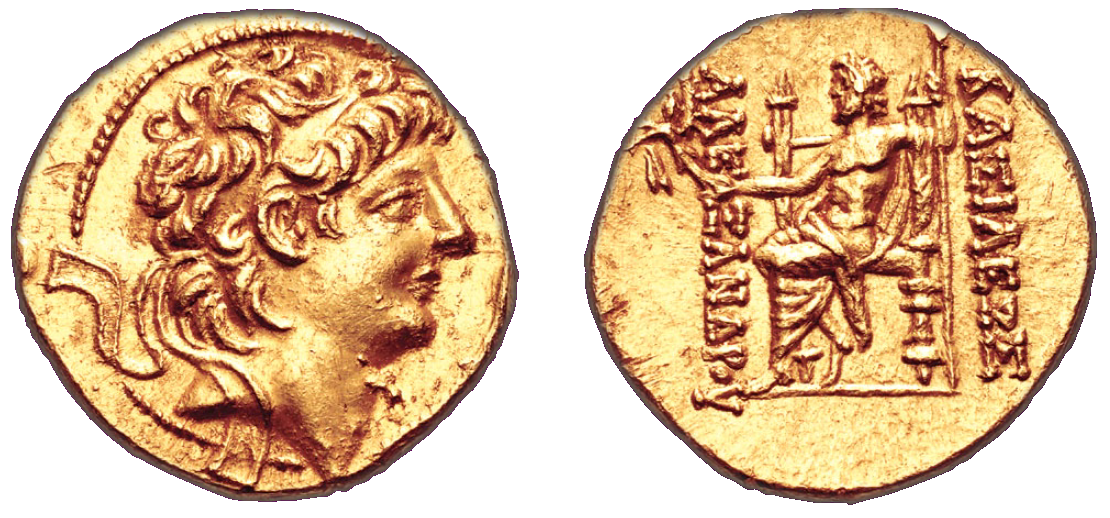
亞歷山大二世的金幣，錢幣背面是坐姿宙斯神像，這枚金幣可能是掠奪勝利女神尼刻的黃金神像而來

亞歷山大二世曾發行兩款斯塔特金幣，一款有著他的王室崇拜稱號，根據多位錢幣學者如歐立佛·胡佛和亞瑟·霍頓等推論該款發行年份是前125年，而另一款金幣只有提到國王的稱號巴西琉斯。早期的錢幣學者如愛德華·西奧多·紐維爾和歐內斯特·巴貝隆僅知道前125年的那一款金幣，認為該金幣就是亞歷山大二世掠奪神廟所造幣出來的。然而從錢幣圖像上來，因它的王權頭戴的尾端垂下至脖子的風格，該斯塔特金幣不屬於亞歷山大二世後期的錢幣。相反地，另一款只有巴西琉斯稱號的金幣它的王權頭帶的風格比較接近後期錢幣，缺乏王室崇拜稱號的特點也與亞歷山大二世後期四德拉克馬銀幣一致，這與連結掠奪勝利女神金像一事的可能性更為接近。
儘管他最晚的錢幣發行在塞琉古紀年第190年（公元前123/122年），但古代文獻中並沒有提供亞歷山大二世之死的時間點。因為安條克八世在安條克城的錢幣發行於塞琉古紀年第191年（公元前122/121年），顯示那時奪下首都，因此亞歷山大他可能於前122年10月過世。根據西西里的狄奧多羅斯殘篇的記載，那些見證國王末途的許多人都感嘆「对反复无常的命运提出各式各样的评论，须知人事和社会的变动不居，局面和环境的突然迁移，加上人类生活无法保持长远的稳定，这些全都超过个人的预想和期待」。亞歷山大二世並沒有被古代文獻提到有妻子或子女，假如她們在歷史上真實存在，後世也不得而知。隨著亞歷山大二世終末，安條克四世的王室後裔就此終結。

## 註腳
1. ↑  Allen 2019，第137頁.
2. ↑  Sartre 2009，第243頁.
3. ↑  Biers 1992，第13頁.
4. ↑  Wright 2005，第78頁.
5. ↑  Houghton, Lorber & Hoover 2008，第127頁.
6. ↑  Kosmin 2014，第133頁.
7. ↑  Houghton, Lorber & Hoover 2008，第209頁.
8. 1 2  Houghton, Lorber & Hoover 2008，第261頁.
9. ↑  Lenzo 2015，第226, 227頁.
10. ↑  Houghton, Lorber & Hoover 2008，第315頁.
11. ↑  Houghton, Lorber & Hoover 2008，第263頁.
12. ↑  Houghton, Lorber & Hoover 2008，第349, 350頁.
13. ↑  Pestman 1993，第86頁.
14. ↑  Lenzo 2015，第228頁.
15. ↑  Whitehorne 2002，第206頁.
16. ↑  Mørkholm 1975，第11頁.
17. ↑  Houghton, Lorber & Hoover 2008，第350頁.
18. 1 2  Houghton, Lorber & Hoover 2008，第409頁.
19. ↑  Mitford 1959，第103頁.
20. 1 2 3  Hoover & Iossif 2009，第48頁.
21. 1 2 3  Chrubasik 2016，第143頁.
22. 1 2  Justin 1997，第1頁.
23. ↑  Winterbottom 2006，第463頁.
24. ↑  Anson 2015，第39頁.
25. 1 2 3  Ogden 1999，第152頁.
26. 1 2  Josephus 1833，第413頁.
27. ↑  Justin 1997，第2頁.
28. ↑  Yardley 2003，第92頁.
29. ↑  Justin 1994，第284頁.
30. ↑  Ehling 2008，第208頁.
31. ↑  Grainger 1997，第7頁.
32. ↑  Romm 2005，第55頁.
33. 1 2 3 4 5 6  Wright 2011，第45頁.
34. 1 2 3 4 5 6  Shayegan 2003，第96頁.
35. 1 2  Ehling 1995，第2頁.
36. 1 2  Houghton, Lorber & Hoover 2008，第444頁.
37. ↑  Houghton, Lorber & Hoover 2008，第442頁.
38. 1 2  Mørkholm 1983，第62頁.
39. ↑  Ehling 1995，第3頁.
40. 1 2 3  Ehling 1995，第5頁.
41. ↑  Ehling 1995，第4頁.
42. ↑  Ehling 2008，第97頁.
43. 1 2 3  Jacobson 2013a，第53頁.
44. 1 2 3  Letronne 1842，第63頁.
45. ↑  Jouguet 1928，第380頁.
46. ↑  Hitti 1951，第256頁.
47. 1 2 3  Wright 2005，第81頁.
48. ↑  Wright 2008，第536頁.
49. 1 2 3  Wright 2008，第537頁.
50. ↑  Ehling 2008，第209頁.
51. 1 2 3  Wright 2008，第538頁.
52. ↑  Justin, Cornelius Nepos & Eutropius 1853，第244頁.
53. ↑  Wright 2012，第10頁.
54. ↑  Houghton, Lorber & Hoover 2008，第436頁.
55. 1 2 3  Ehling 1998，第145頁.
56. ↑  Houghton, Lorber & Hoover 2008，第447頁.
57. ↑  McGing 2010，第247頁.
58. ↑  Hallo 1996，第142頁.
59. ↑  Fleischer 1991，第75頁.
60. 1 2 3 4 5  Houghton, Lorber & Hoover 2008，第449頁.
61. 1 2  Rice 2010，第33頁.
62. ↑  Wallace 2018，第164頁.
63. ↑  Erickson 2013，第110, 112頁.
64. ↑  Wright 2005，第71頁.
65. ↑  Plantzos 1999，第54頁.
66. ↑  Smith 2001，第196頁.
67. 1 2  Hoover 2002，第54頁.
68. ↑  Dahmen 2007，第15頁.
69. ↑  Hoover 2002，第54, 56頁.
70. ↑  Wright 2011，第43頁.
71. ↑  Wright 2011，第44頁.
72. ↑  Wright 2011，第44–45頁.
73. ↑  Wright 2005，第77, 78頁.
74. ↑  Wright 2005，第77頁.
75. ↑  Wright 2005，第79頁.
76. ↑  Wright 2005，第79, 80頁.
77. ↑  Wright 2005，第74,78頁.
78. ↑  Colledge 1972，第426頁.
79. ↑  Chrubasik 2016，第171頁.
80. ↑  Eyal 2013，第203頁.
81. ↑  Barag & Qedar 1980，第16頁.
82. ↑  Jacobson 2013a，第50頁.
83. ↑  Fulińska 2010，第82頁.
84. ↑  Diodorus Siculus 1984，第111頁.
85. ↑  Cohen 2006，第112頁.
86. ↑  Cohen 2006，第114頁.
87. ↑  Bevan 1902，第251頁.
88. ↑  Kuhn 1891，第17頁.
89. 1 2  Bouché-Leclercq 1913，第393頁.
90. ↑  Mitford 1959，第103, 104頁.
91. ↑  Green 1990，第540頁.
92. ↑  Houghton, Lorber & Hoover 2008，第441頁.
93. 1 2  Ehling 1998，第146頁.
94. ↑  Shatzman 2012，第61頁.
95. ↑  Shatzman 2012，第62, 64頁.
96. 1 2  Finkielsztejn 1998，第45頁.
97. 1 2 3 4  Ehling 1998，第147頁.
98. ↑  Kosmin 2014，第112頁.
99. ↑  Herrmann 1987，第185頁.
100. ↑  Maritz 2016，第41頁.
101. ↑  Hoover 1994，第43頁.
102. ↑  Hoover 1994，第47頁.
103. 1 2  Hendin 2013，第265頁.
104. 1 2 3 4  Barag & Qedar 1980，第18頁.
105. 1 2  Shatzman 2012，第51頁.
106. 1 2  Hoover 1994，第50頁.
107. 1 2  Finkielsztejn 1998，第46頁.
108. ↑  Seeman 2013，第196頁.
109. ↑  Kuhn 1891，第16頁.
110. ↑  Ehling 1998，第51頁.
111. 1 2  Jacobson 2013b，第21頁.
112. ↑  Kanael 1952，第191頁.
113. ↑  Brug 1981，第109頁.
114. ↑  Hoover 1994，第51頁.
115. ↑  Ehling 1998，第148頁.
116. ↑  Houghton, Lorber & Hoover 2008，第441, 442頁.
117. ↑  Houghton, Lorber & Hoover 2008，第445頁.
118. ↑  Ehling 1998，第148, 149頁.
119. 1 2 3  Justin 1742，第279頁.
120. 1 2  Bouché-Leclercq 1913，第398頁.
121. ↑  Chrubasik 2016，第172頁.
122. 1 2  Whitehorne 2002，第161頁.
123. 1 2  Bellinger 1949，第64頁.
124. 1 2 3  Bellinger 1949，第65頁.
125. ↑  Otto & Bengtson 1938，第103, 104頁.
126. 1 2  Ehling 1998，第149頁.
127. ↑  Spaer 1984，第230頁.
128. ↑  Eusebius 1875，第257頁.
129. ↑  Stronk 2016，第521頁.
130. ↑  Stronk 2016，第522頁.
131. ↑  Schürer 1973，第132頁.
132. ↑  Stronk 2016，第523頁.